# Pinna
Le pinne sono gli organi di locomozione di molte specie animali acquatiche.

## Nei pesci

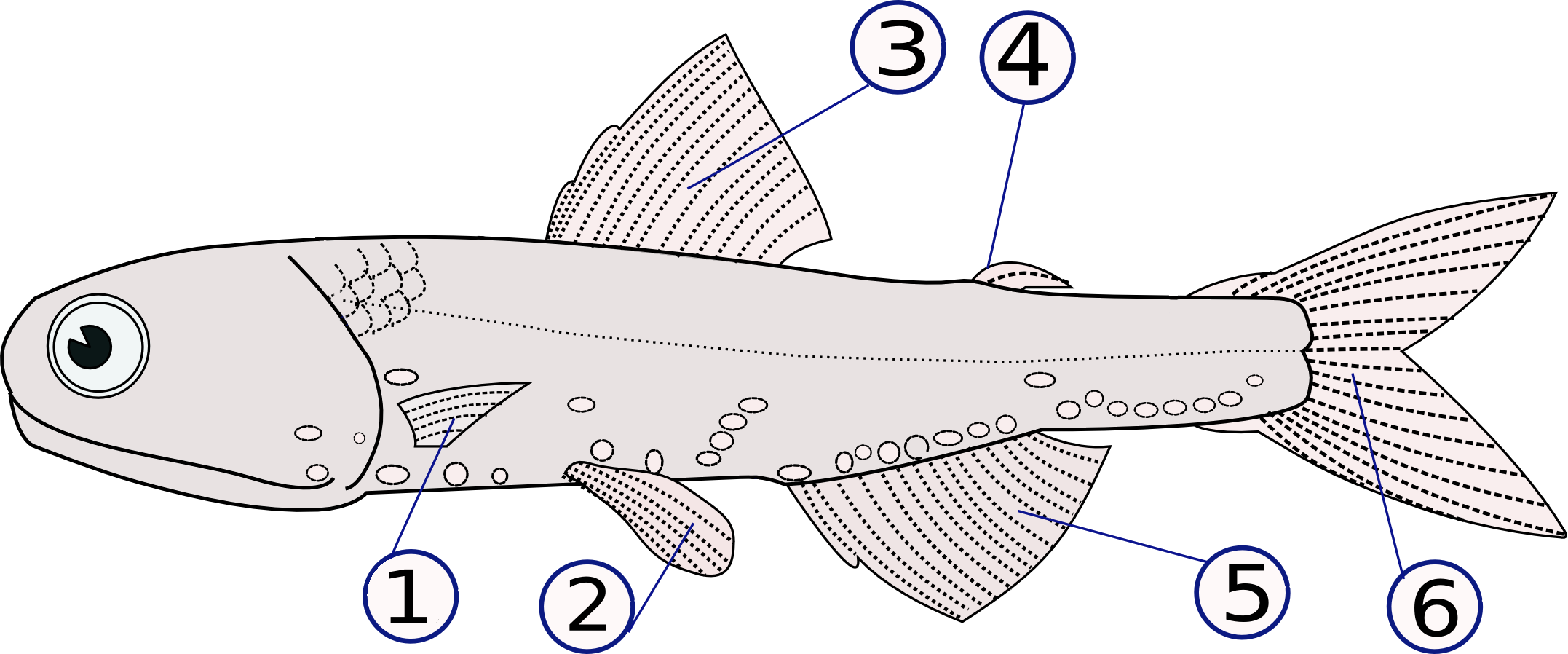
Lampanyctodes hectoris
(1) pinne pettorali, (2) pinne ventrali, (3) pinna dorsale, (4) pinna adiposa, (5) pinna anale (6) pinna caudale

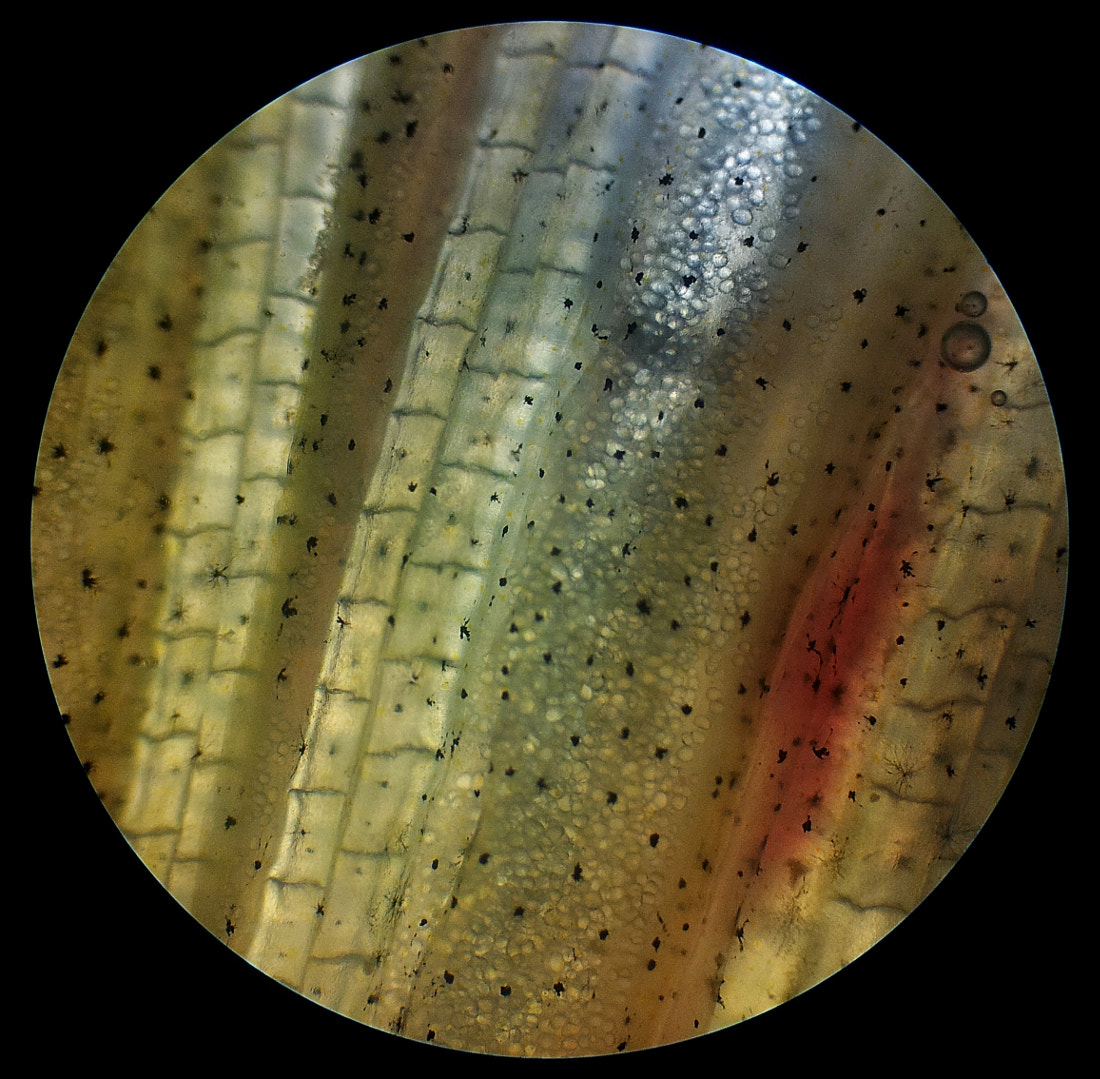
Pinna di una carpa comune (Cyprinus carpio) al microscopio

I pesci sono gli animali che hanno fatto delle pinne il mezzo di locomozione per eccellenza in ambienti acquatici. La loro specializzazione, dovuta a milioni di anni di adattamenti, ha portato a una grandissima varietà di forme e di tecniche di locomozione.
Disposizione, numero e conformazione delle pinne sono caratteri fondamentali per la tassonomia dei pesci.
Esse sono costituite da una membrana di pelle sostenuta da un'intelaiatura di raggi collegata a dei muscoli all'attaccatura del corpo. I raggi possono essere molli, se flessibili, oppure spinosi o spiniformi quando sono rigidi e spesso robusti e pungenti.
Le pinne sono classificate come "pari" e "impari".
Le pinne impari (o mediane), cioè quelle situate al centro della sezione mediana del corpo, sono:
- pinna dorsale
- pinna anale
- pinna caudale

Le pinne pari (o accoppiate), cioè quelle a coppie, sono:
- pinne pettorali
- pinne ventrali o pelviche[1].

Alcune specie presentano inoltre altre pinne supplementari, come la pinna adiposa una piccola pinna costituita solo da pelle (adipe) dietro la pinna dorsale, oppure più di una pinna dorsale o anale o ancora delle piccole pinnule sul peduncolo caudale.
Le pinne pari degli Osteitti (pesci ossei) possono essere divise in quelle degli Actinopterigi, con scarsa muscolatura (di solito) attaccata ai raggi ossei, e in quelle dei Sarcopterigi con pinna muscolosa (carnosa appunto).
Ogni pinna è responsabile di un movimento nel pesce: la pinna caudale dà la spinta in avanti, le pinne ventrali sono una sorta di timone, le pinne pettorali sono stabilizzatrici e permettono anche i movimenti all'indietro, la pinna anale e quella dorsale hanno una funzione stabilizzatrice.

## Nei mammiferi

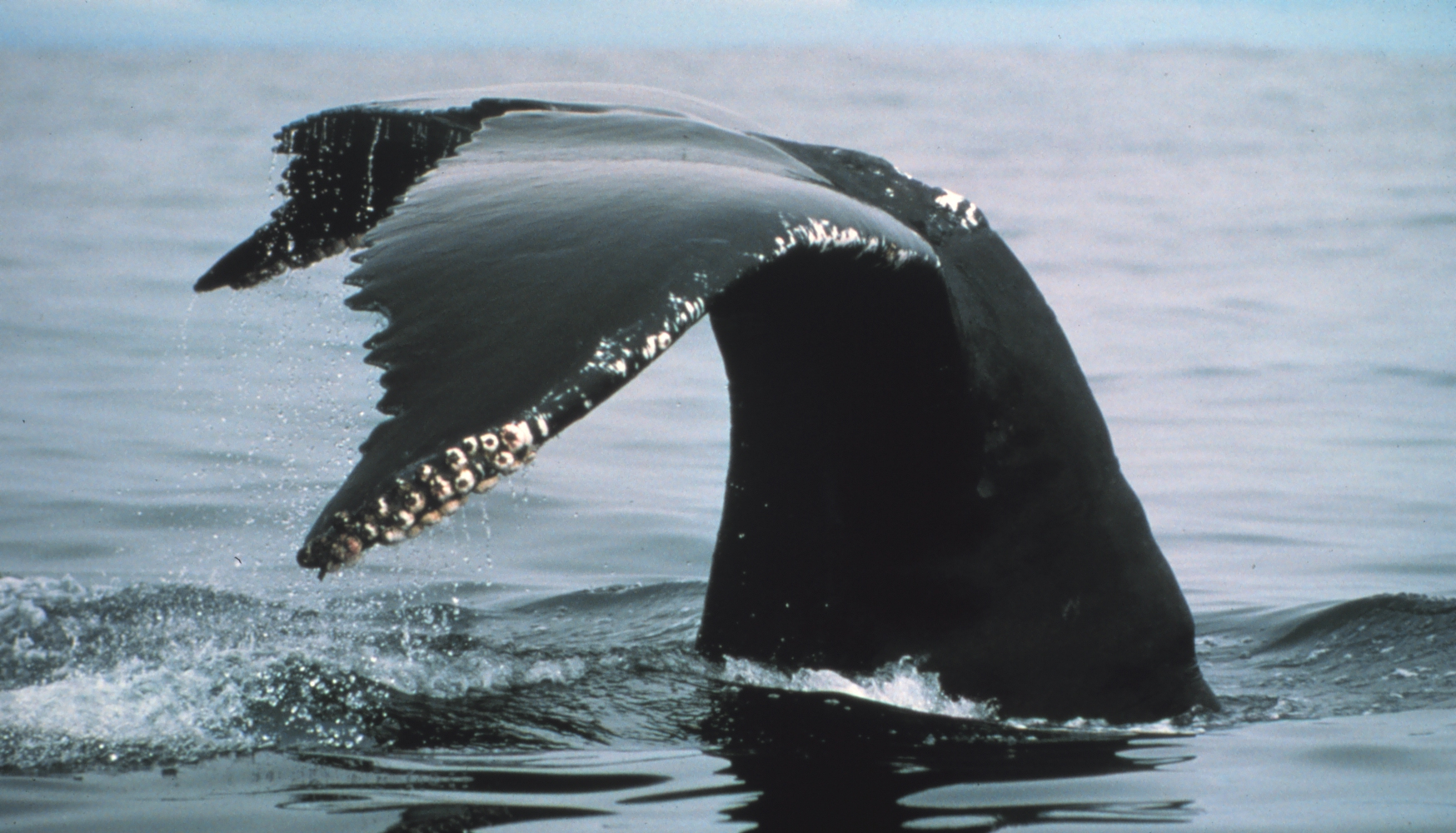
Pinna caudale di una Megattera

I mammiferi che si sono adattati alla vita in acqua hanno trasformato le loro zampe in pinne, più o meno rudimentali. I mammiferi che possiedono pinne simili a quelle dei pesci sono i cetacei, in cui gli arti posteriori sono scomparsi. Hanno invece sviluppato una pinna caudale all'estremità della colonna vertebrale, posizionata orizzontalmente (e non verticalmente ai fianchi, come nei pesci) e composta da tessuti molli. Gli arti anteriori si sono trasformati in pinne analoghe alle pinne pettorali dei pesci.
La superfamiglia dei Pinnipedia (foche, leoni marini, trichechi, otarie) presenta arti posteriori e anteriori trasformati in rudimentali pinne, grazie alle quali si muovono agevolmente in acqua e goffamente in superficie.
L'ordine dei Sirenia (dugonghi e lamantini) invece ha attuato la stessa strategia dei cetacei, atrofizzando il cinto pelvico e gli arti posteriori, e sviluppando la coda come una pinna caudale, anch'essa orizzontale.

## Zampe palmate
Alcune specie animali, pur non possedendo pinne, hanno sviluppato una particolare forma di zampa che presenta del tessuto adiposo tra le varie dita: ciò permette una maggior spinta quando l'animale è nell'acqua. È questo il caso di mammiferi acquatici come le lontre, di cani come i Labrador Retriever, di uccelli come gli Anatidae e di molte specie di anfibi.